# Saison 1995-1996 des Bulls de Chicago
La saison 1995-1996 des Bulls de Chicago est la 30e saison de basket-ball de la franchise américaine de la National Basketball Association (généralement désignée par le sigle NBA).
Pendant l’intersaison, les Bulls acquièrent Dennis Rodman des Spurs de San Antonio et signent l’agent libre Randy Brown. Au milieu de la saison, l’équipe signe John Salley, qui est libéré par l’expansion Raptors de Toronto. Salley a remporté des titres avec les Pistons de Détroit avec Rodman en 1989 et 1990. Les Bulls de 1995-1996 sont considérés comme l’une des 10 meilleures équipes de l’histoire de la NBA lors de la célébration du 50e anniversaire de la ligue en 1996. L’équipe établit le record du plus grand nombre de victoires dans une saison régulière, dans laquelle ils remportent le titre, terminant avec 72 victoires et 10 défaites. Le record de la saison régulière est battu par les Warriors de Golden State de 2015-2016, qui terminent avec un bilan de 73-9.
Leur début de saison est le meilleur dans l’histoire de la NBA avec un bilan de 41-3, ce qui comprend une série de 18 victoires. Les Bulls deviennent la première équipe de la NBA à remporter 70 matchs en saison régulière, terminant au premier rang de leur division, de leur conférence et de toute la NBA. Ils sont également la seule équipe de l’histoire de la NBA à remporter plus de 70 matchs et un titre NBA dans la même saison. Michael Jordan et Scottie Pippen sont tous deux sélectionnés pour le NBA All-Star Game 1996. Jordan finit meilleur marqueur de la saison avec 30,4 points par match, tandis que Phil Jackson est nommé entraîneur de l’année et est choisi pour entraîner la Conférence Est au All-Star Game.
Lors des playoffs, les Bulls éliminent le Heat de Miami en trois matchs, puis les Knicks de New York en cinq matchs en demi-finale, et le Magic d'Orlando en quatre matchs en finale de conférence. Ils battent ensuite les SuperSonics de Seattle, 4-2, lors des Finales NBA 1996, remportant leur 4e titre NBA en six saisons. Les Bulls ont le meilleur bilan combiné en saison régulière et éliminatoires de l’histoire de la NBA à 87-13.

## Chronologie
- 28 juin: la NBA Draft 1995 a lieu au SkyDome de Toronto, Ontario.
- 3er novembre: : le premier match de la saison des Bulls a lieu chez eux face aux Hornets de Charlotte et se solde par une victoire de Chicago 105 à 91.
- 21 avril: les Bulls terminent sur une victoire face aux Wizards de Washington 103 à 93 et terminent la saison avec 72 victoires à la fin de la saison régulière.
- 16 juin: les Bulls remportent les playoffs face aux SuperSonics de Seattle 4 à 2.

## Draft
| Tour | Choix | Joueur        | Poste       | Nationalité          | Provenance         |
| ---- | ----- | ------------- | ----------- | -------------------- | ------------------ |
| 1    | 20    | Jason Caffey  | Ailier Fort | États-Unis           | Alabama            |
| 2    | 31    | Dragan Tarlać | Pivot       | Serbie-et-Monténégro | Olympiakos (Grèce) |

## Effectif
| Poste             | Numéro | Joueur          |
| ----------------- | ------ | --------------- |
| Meneur            | 0      | Randy Brown     |
| Ailier            | 30     | Jud Buechler    |
| Ailier Fort       | 35     | Jason Caffey    |
| Pivot             | 53     | James Edwards   |
| Ailier fort-Pivot | 54     | Jack Haley      |
| Arrière-Meneur    | 9      | Ron Harper      |
| Arrière           | 23     | Michael Jordan  |
| Arrière           | 25     | Steve Kerr      |
| Ailier            | 7      | Toni Kukoč      |
| Pivot             | 13     | Luc Longley     |
| Ailier            | 33     | Scottie Pippen  |
| Ailier fort       | 91     | Dennis Rodman   |
| Pivot             | 22     | John Salley     |
| Ailier fort       | 22     | Dickey Simpkins |
| Pivot             | 34     | Bill Wennington |

## Classements de la saison régulière
| Conférence Est | Conférence Est         | Conférence Est | Conférence Est | Conférence Est |
| No             | Franchise              | Vic.           | Déf.           | PCT            |
| -------------- | ---------------------- | -------------- | -------------- | -------------- |
| 1              | Bulls de Chicago       | 72             | 10             | 87.8           |
| 2              | Magic d'Orlando        | 60             | 22             | 73.2           |
| 3              | Pacers de l'Indiana    | 52             | 30             | 63.4           |
| 4              | Cavaliers de Cleveland | 47             | 35             | 57.3           |
| 5              | Knicks de New York     | 47             | 35             | 57.3           |
| 6              | Hawks d'Atlanta        | 46             | 36             | 56.1           |
| 7              | Pistons de Détroit     | 46             | 36             | 56.1           |
| 8              | Heat de Miami          | 42             | 40             | 51.2           |
|                |                        |                |                |                |
| 9              | Hornets de Charlotte   | 41             | 41             | 50.0           |
| 10             | Bullets de Washington  | 39             | 43             | 47.6           |
| 11             | Celtics de Boston      | 33             | 49             | 40.2           |
| 12             | Nets du New Jersey     | 30             | 52             | 36.6           |
| 13             | Bucks de Milwaukee     | 25             | 57             | 30.5           |
| 14             | Raptors de Toronto     | 21             | 61             | 25.6           |
| 15             | 76ers de Philadelphie  | 18             | 64             | 22.0           |

| Division Centrale      | V  | D  | PCT  | GB |
| ---------------------- | -- | -- | ---- | -- |
| Bulls de Chicago       | 72 | 10 | 87.8 | -  |
| Pacers de l'Indiana    | 52 | 30 | 63.4 | 20 |
| Cavaliers de Cleveland | 47 | 35 | 57.3 | 25 |
| Hawks d'Atlanta        | 46 | 36 | 56.1 | 26 |
| Pistons de Détroit     | 46 | 36 | 56.1 | 26 |
| Hornets de Charlotte   | 41 | 41 | 50.0 | 31 |
| Bucks de Milwaukee     | 25 | 57 | 30.5 | 47 |
| Raptors de Toronto     | 21 | 61 | 25.6 | 51 |

## Playoffs

### 1erTour
Bulls de Chicago 3-0 Heat de Miami
- 26 avril Bulls de Chicago 102-85 Heat de Miami
- 28 avril Bulls de Chicago 106-75 Heat de Miami
- 1er mai Heat de Miami 91-112 Bulls de Chicago

### Demi-finales de Conférence
Bulls de Chicago 4-1 Knicks de New York
- 5 mai Bulls de Chicago 91-84 Knicks de New York
- 7 mai Bulls de Chicago 91-80 Knicks de New York
- 11 mai Knicks de New York 102-99 Bulls de Chicago
- 12 mai Knicks de New York 91-94 Bulls de Chicago
- 14 mai Bulls de Chicago 94-81 Knicks de New York

### Finale de Conférence
Bulls de Chicago 4-0 Magic d'Orlando
- 19 mai Bulls de Chicago 121-83 Magic d'Orlando
- 21 mai Bulls de Chicago 93-88 Magic d'Orlando
- 25 mai Magic d'Orlando 67-86 Bulls de Chicago
- 27 mai Magic d'Orlando 101-106 Bulls de Chicago

### Finale NBA
Bulls de Chicago 4-2 SuperSonics de Seattle
- 5 juin Bulls de Chicago 107-90 SuperSonics de Seattle
- 7 juin Bulls de Chicago 92-88 SuperSonics de Seattle
- 9 juin SuperSonics de Seattle 86-108 Bulls de Chicago
- 12 juin SuperSonics de Seattle 107-86 Bulls de Chicago
- 14 juin SuperSonics de Seattle 89-78 Bulls de Chicago
- 16 juin Bulls de Chicago 87-75 SuperSonics de Seattle

## Statistiques
Les statistiques de la saison des Bulls sont répertoriées ci-dessous :

### Saison régulière
| Joueur          | MJ | MC | MPG  | FG%  | 3P%   | FT%  | RPG  | APG | SPG  | BPG  | PPG  |
| --------------- | -- | -- | ---- | ---- | ----- | ---- | ---- | --- | ---- | ---- | ---- |
| Randy Brown     | 68 | 0  | 9.9  | .406 | .091  | .609 | 1.0  | 1.1 | .84  | .18  | 2.7  |
| Jud Buechler    | 74 | 0  | 10.0 | .463 | .444  | .636 | 1.5  | .8  | .46  | .09  | 3.8  |
| Jason Caffey    | 57 | 0  | 9.6  | .438 | .000  | .588 | 1.9  | .4  | .21  | .12  | 3.2  |
| James Edwards   | 28 | 0  | 9.8  | .373 | .000  | .615 | 1.4  | .4  | .04  | .29  | 3.5  |
| Jack Haley      | 1  | 0  | 7.0  | .333 | .000  | .500 | 2.0  | .0  | .00  | .00  | 5.0  |
| Ron Harper      | 80 | 80 | 23.6 | .467 | .269  | .705 | 2.7  | 2.6 | 1.31 | .40  | 7.4  |
| Michael Jordan  | 82 | 82 | 37.7 | .495 | .427  | .834 | 6.6  | 4.3 | 2.20 | .51  | 30.4 |
| Steve Kerr      | 82 | 0  | 23.4 | .506 | .515  | .929 | 1.3  | 2.3 | .77  | .02  | 8.4  |
| Toni Kukoč      | 81 | 20 | 26.0 | .490 | .403  | .772 | 4.0  | 3.5 | .79  | .35  | 13.1 |
| Luc Longley     | 62 | 62 | 26.5 | .482 | .000  | .777 | 5.1  | 1.9 | .35  | 1.35 | 9.1  |
| Scottie Pippen  | 77 | 77 | 36.7 | .463 | .374  | .679 | 6.9  | 5.9 | 1.73 | .74  | 19.4 |
| Dennis Rodman   | 64 | 57 | 32.6 | .480 | .111  | .528 | 15.6 | 2.5 | .56  | .42  | 5.5  |
| John Salley     | 17 | 0  | 11.2 | .343 | .000  | .600 | 2.5  | .9  | .47  | .88  | 2.1  |
| Dickey Simpkins | 60 | 12 | 11.4 | .481 | 1.000 | .629 | 2.6  | .6  | .15  | .13  | 3.6  |
| Bill Wennington | 71 | 20 | 15.0 | .493 | 1.000 | .860 | 2.5  | .6  | .30  | .23  | 5.3  |

### Playoffs
| Joueur          | MJ | MC | MPG  | FG%  | 3P%  | FT%  | RPG  | APG | SPG  | BPG  | PPG  |
| --------------- | -- | -- | ---- | ---- | ---- | ---- | ---- | --- | ---- | ---- | ---- |
| Randy Brown     | 16 |    | 7.0  | .571 | .500 | .750 | .6   | .4  | .31  | .06  | 2.8  |
| Jud Buechler    | 17 |    | 7.5  | .474 | .381 | .500 | .6   | .4  | .41  | .00  | 2.7  |
| James Edwards   | 6  |    | 4.7  | .444 | .000 | .750 | .7   | .0  | .00  | .00  | 1.8  |
| Ron Harper      | 18 |    | 27.4 | .425 | .319 | .690 | 3.7  | 2.5 | 1.39 | .39  | 8.8  |
| Michael Jordan  | 18 |    | 40.7 | .459 | .403 | .818 | 4.9  | 4.1 | 1.83 | .33  | 30.7 |
| Steve Kerr      | 18 |    | 19.8 | .448 | .321 | .871 | 1.0  | 1.7 | .78  | .00  | 6.8  |
| Toni Kukoč      | 15 |    | 29.3 | .391 | .191 | .838 | 4.2  | 3.9 | .93  | .27  | 10.8 |
| Luc Longley     | 18 |    | 24.4 | .469 | .000 | .757 | 4.6  | 1.6 | .39  | 1.39 | 8.3  |
| Scottie Pippen  | 18 |    | 41.2 | .390 | .286 | .638 | 8.5  | 5.9 | 2.61 | .89  | 16.9 |
| Dennis Rodman   | 18 |    | 34.4 | .485 | .000 | .593 | 13.7 | 2.1 | .78  | .44  | 7.5  |
| John Salley     | 16 |    | 5.3  | .545 | .000 | .286 | .7   | .4  | .06  | .12  | .9   |
| Bill Wennington | 18 |    | 9.4  | .520 | .000 | .500 | 1.7  | .5  | .22  | .06  | 3.0  |

## Récompenses

### Individuelles
- Phil Jackson, Entraîneur NBA de l'année
- Michael Jordan, All-NBA First Team
- Michael Jordan, MVP du All-Star Game
- Michael Jordan, MVP de la saison régulière
- Michael Jordan, MVP des finales
- Michael Jordan, NBA All-Defensive First Team
- Michael Jordan, Plus grand nombre de paniers de la saison régulière (916)
- Michael Jordan, Plus grand nombre de tirs de la saison régulière (1850)
- Michael Jordan, Meilleur marqueur de points de la saison régulière (2491)
- Michael Jordan, Meilleur marqueur de points par match de la saison régulière (30.4 points par match)
- Scottie Pippen, All-NBA First Team
- Scottie Pippen, NBA All-Defensive First Team
- Dennis Rodman, NBA All-Defensive First Team
- Dennis Rodman, Meilleur rebondeur par match (14.9)
- Dennis Rodman, 1er en termes de rebonds offensifs en saison régulière (356)
- Dennis Rodman, Meilleur pourcentage de rebonds en saison régulière (26.6)
- Toni Kukoč, Meilleur Sixième Homme

### NBA All-Star Game
- Michael Jordan, Arrière
- Scottie Pippen, Ailier

### Feuille de Match
1. ↑  « Feuille de match Chicago-Charlotte », sur basketball-reference.com, 3 novembre 1995